# حدث (فلسفة)

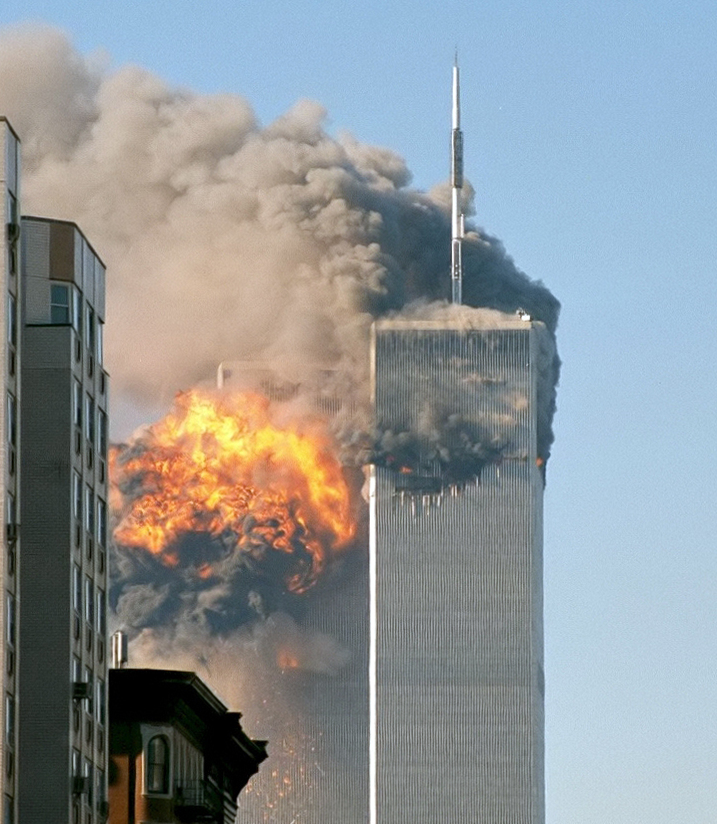

الحدث في مجال الفلسفة، هو شيء يحدث في الزمن أو تجسيدات لخصائص في الأشياء.

## تمثيل خواص كيم
وضع جايغون كيم نظرية تقول أن للأحداث بنية مهيكلة وهي تتألف من ثلاثة أشياء:
1. الشيء [x] ،
2. الخاصية [P]
3. الوقت أو الفاصل الزمني [t].

ويتم تعريف الأحداث عملية [x, P, t].
ويتم تعريف الحدث الفريد من نوعه بمبدأين:
أ) شرط الوجود: يحدد شرط الوجود أن «[x, P, t] تكون موجوده إذا وفقط إذا كان الشيء x متجسد n-adic P في الزمن t». يعني هذا أن الحدث الفريد من نوعه يحدث فقط في حالة صحة المعادلة أعلاه.
ب) وشرط هوية: يحدد شرط الهوية أن 
 "[x, P, t] هو [`y, Q, t] إذا وفقط إذا x=y  و P=Qو  `t=t].
يستخدج كيم هذه المعادلا لتحديد الأحداث في إطار خمسة شروط:
1. واحد: فهي لا تتكرر، غير متغيرة التفاصيل، التي تشمل التغييرات وخالة وظروف هذا الحدث.
2. اثنين: لديهم موقع شبه الزمني.
3. ثلاثة: خاصيتهك البنائيج هي التي تخلق أحداث متميزة.
4. أربعة: عقد خصائص بنائية كحدث عام يخلق نوع من رمزية العلاقة بين الأحداث ولا تقتصر الأحداث المتطلبات الثلاثة (أي [x, P, t]). اقترح منتقدي هذه النظرية مثل مايلز براند إلى امكانية تعديل النظرية تعديلها بحيث يكون لكل حدث منطقة الزمكانية؛ مثلا في حالة وميض البرق.

## وصلات خارجية
- روبرتو كاساتي وأشيل فرضي، الأحداث، من موسوعة ستانفورد للفلسفة.
- سوزان شنايدر، الأحداث، من الإنترنت موسوعة الفلسفة.
- بايرون كالديس، الأحداث، من موسوعة الفلسفة والعلوم الاجتماعية.